# 長谷川功紀
長谷川 功紀（はせがわこうき 1975年 -）は、日本の研究者、博士（理学）、福島県立医科大学 保健科学部 教授。東京都出身。

## 来歴
私立滝川高等学校を卒業したのち、1997年に兵庫県立姫路工業大学工学部を卒業。2002年に大阪大学大学院理学研究科化学専攻博士課程を修了し、博士号を取得した。博士論文の題は「リン酸化タンパク質の合成法に関する研究 」である。2008年に大阪大学歯学部歯学科を卒業し、歯科医師免許を取得した。
2008年から独立行政法人理化学研究所研究員として勤務したのち、熊本大学助教、京都薬科大学准教授を経て、2021年より福島県立医科大学教授となる。

## 専門分野
専門はタンパク質科学、核医学。理化学研究所に所属していた時には、陽電子放出断層撮像法によるタンパク質の生体内イメージングを実現。これにより、タンパク質を使った医薬品を服用した場合に生体内でのタンパク質の挙動が見られ、薬の効き目や副作用を予測できるようになった。陽電子放出断層撮像法で観察するためには放射性同位体をタンパク質の機能を損なわない場所に付ける必要があり、これが実現していなかったものの、長谷川功紀はタンパク質の化学合成に関する技術と知識を駆使してこの問題を解決した。